# Caso Luchsinger-Mackay
El caso Luchsinger-Mackay es un caso judicial chileno relativo al asesinato del matrimonio conformado por  Werner Luchsinger y Vivianne Mackay, agricultores de Vilcún, llevado a cabo por un grupo de asaltantes durante las acciones de protesta por el quinto aniversario del asesinato del estudiante mapuche Matías Catrileo, en el marco del Conflicto mapuche y, más específicamente, el Conflicto en La Araucanía.
Luego de que los asaltantes ingresaran a la propiedad del matrimonio, se llevó a cabo un ataque incendiario, donde el matrimonio murió y sus cuerpos resultaron calcinados. Tras el atentado, el machi Celestino Córdova fue detenido a 1750 metros del lugar, con una herida de bala, siendo hasta hoy el único condenado por el crimen. En los días posteriores al asesinato de la familia Luchsinger, se realizaron protestas y cortes de caminos como muestra de repudio al hecho.
En septiembre de 2017, el fiscal de La Araucanía, Roberto Garrido, confirmó que existiría un vínculo entre miembros de la Weichán Auka Mapu y el Caso Luchsinger-Mackay, esto debido a las continuas investigaciones donde se observa la participación de al menos 25 personas en este atentado. El físcal confirmó que las investigaciones seguían en marcha.

## El ataque
La madrugada del 4 de enero de 2013, Werner Luchsinger (75 años) y su esposa Vivianne Mackay (69 años) dormían en su casa, ubicada en un predio (llamado Granja Lumahue) en la comuna de Vilcún. A la una de la madrugada aproximadamente, personas ingresaron al predio. Werner, al percatarse de esto, decidió enfrentar a los intrusos con armas (particularmente con un revólver calibre 22). Los asaltantes comenzaron a incendiar la casa, mientras que Mackay telefoneaba desesperadamente a familiares y a Carabineros de Chile. Su hijo no tardó en trasladarse al lugar, pero al no poder encontrar los cuerpos de sus padres en primera instancia pensó que habían logrado escapar, dándolos por desaparecidos. Sin embargo, horas después, Bomberos de Chile encontró ambos cuerpos calcinados, así como el arma perteneciente a Werner Luchsinger con cuatro cartuchos útiles. Además, Carabineros informó que esa misma noche a 1750 metros del lugar,  fue detenido el machi Celestino Córdova Tránsito (26 años) quien caminaba con una herida de bala.
Carabineros aseguró que había sido el propio Luchsinger quien había herido a Córdova (aunque dicha afirmación ha sido puesta en debate por la defensa de Córdova, quienes aseguran que el impacto de bala no correspondía al arma de Luchsinger). El machi fue trasladado al Hospital Hernán Henriquez en la ciudad de Temuco y luego juzgado bajo la ley antiterrorista.

## El juicio
El 2 de octubre de 2013 comenzó el juicio oral contra Celestino Córdova, el único imputado por el crimen, pero fue aplazado para el 20 de octubre.
La defensa de Córdova solicitó un nuevo aplazamiento del juicio, argumentando que necesitaba un plazo razonable para preparar el caso. Durante ese plazo, la fiscalía, representada por Cristián Paredes, solicitó al tribunal rechazar la cautela. Al tribunal llegaron familiares del matrimonio Luchsinger Mackay y organizaciones gremiales de la zona, contando también con la asistencia de los familiares de Córdova, incluso contando con grupos de apoyo a Córdova a las afueras del recinto.
Finalmente se rechazó el aplazamiento del juicio, siendo retomado dos días después. Sin embargo, fue nuevamente aplazado para el 21 de noviembre y luego para el 2 de diciembre. Finalmente, tras 
varios contratiempos, el juicio fue aplazado hasta el 3 de febrero de 2014. Tanto la familia como su abogado exigen cadena perpetua para el imputado. Sin embargo, el 23 de enero de 2014, en la segunda sala del Tribunal de Juicio Oral en lo Penal de Temuco, la audiencia de revisión de la medida cautelar de prisión preventiva en contra de Córdova.
La decisión estuvo en manos de los jueces Luis Sarmiento (quien preside la segunda sala del Tribunal), Gonzalo Garay y Óscar Viñuela. El Tribunal Oral en Lo Penal de Temuco decidió mantener en prisión preventiva a Celestino Córdova.
Los jueces rechazaron, asimismo, la solicitud de la defensa para que el acusado realizara una ceremonia religiosa en la cárcel antes de inicio del juicio oral, programado para el 3 de febrero. Córdova estaba expuesto a la posibilidad de cadena perpetua, remarco el fiscal Chiffelle. El 29 de enero de 2014, el Tribunal Constitucional podría determinar si declara admisible o no un requerimiento para negar su aplicación, presentado por la defensa de Celestino Córdova. La acción legal fue presentada por el abogado particular del acusado, Pablo Ortega, argumentando que hay una vulneración de derechos, ya que en el caso del homicidio del matrimonio Luchsinger–Mackay, la pena mínima solicitada por la Fiscalía parte en cadena perpetua.
Si el requerimiento de inaplicabilidad es declarado admisible, podría provocar que se aplace el inicio del juicio oral en contra de Córdova, programado para el 3 de febrero. El juicio de Córdova ha generado una gran expectación. El fiscal de la Araucanía, Cristián Paredes, quien tras suceder en agosto al saliente Francisco Ljubetic, ha encabezado la causa más mediática en la zona del “conflicto mapuche”, respecto de las pruebas para el emblemático caso, declaró que “llegamos con la convicción de que acreditaremos la participación del imputado en los dos delitos por cuales ha sido acusado (...) Estableceremos que se está en presencia de un delito terrorista”.
Si el requerimiento de inaplicabilidad es declarado admisible, podría provocar que se aplace el inicio del juicio oral en contra del comunero mapuche, programado para el 3 de febrero. El juicio de Córdova ha generado una gran expectación. El fiscal de la Araucanía, Cristián Paredes, quien tras suceder en agosto al saliente Francisco Ljubetic, ha encabezado la causa más mediática en la zona del “conflicto mapuche”, respecto de las pruebas para el emblemático caso, declaró que “llegamos con la convicción de que acreditaremos la participación del imputado en los dos delitos por cuales ha sido acusado (...) Estableceremos que se está en presencia de un delito terrorista”.
En el juicio será clave que el Ministerio Público demuestre que se trata de delitos terroristas. Desde el inicio de la reforma procesal penal en esa región, (2001) los fiscales de la Araucanía han invocado la llamada “ley Antiterrorista” en 11 causas: en 2 han logrado condenas (a principios de la década pasada) y tres siguen abiertas (la de Córdova es la más reciente).

### Investigaciones posteriores
Durante el juicio, se presentarán una serie de pruebas fundamentales para lograr una sentencia para Córdova. Entre las pruebas para lograr una sentencia, destaca la declaración en el juicio de miembros de la familia Seco Fourcade (víctimas de un primer atentado en el que Córdova había participado, con solo 13 días de diferencia con el caso Luchsinger-Mackay) pese a que en octubre de 2013 desistieron de querellarse por temor a represalias. A ello se suman las vainillas percutidas, los alambres púas que los atacantes cortaron antes del incendio para facilitar su huida, la ropa del acusado y la linterna ensangrentada con la que fue detenido esa madrugada tras ser herido de bala en el tórax.
La audiencia se efectuó bajo fuertes medidas de seguridad al interior y exterior del Tribunal Oral en Lo Penal de Temuco, coordinadas entre Gendarmería y Carabineros. Al exterior se instalaron vallas metálicas dado que varias comunidades y organizaciones pro mapuche habían convocado a una manifestación en apoyo de Córdova, la cual terminó en el Tribunal ubicado en la calle Bulnes, a los pies del Cerro Ñielol.
Al cierre de los primeros alegatos se registraron incidentes violentos fuera de la Corte y al menos siete vehículos de prensa y de personas particulares resultaron dañados, informó la Fiscalía. No se confirmaron personas detenidas por los hechos, pero extraoficialmente se habla de al menos dos. El Ministerio Público solicitó la pena de presidio perpetuo por la muerte del matrimonio, más 36 años de cárcel por los delitos de incendio terrorista, robo con violencia e incendio de bienes muebles (Córdova, además es imputado por su presunta responsabilidad en el asalto y posterior incendio de una vivienda en el Fundo Santa Isabel, también en la comuna de Vilcún, el 22 de diciembre de 2012). Durante el juicio, el fiscal regional Cristián Paredes señaló que Córdova fue detenido a un kilómetro del lugar del atentado, a once kilómetros de su domicilio.
Asimismo, sostuvo que se acreditará, a través de peritajes balísticos, el disparo del proyectil resultó compatible con herida Celestino. Como evidencias para comprobar esta prueba, la fiscalía de la Araucanía presentó en el juicio oral al menos a 60 testigos y 30 peritos.
Dentro de las principales pruebas que se expusieron durante la audiencia, está el registro de audio del llamado de emergencia que Vivianne Mackay hizo al momento de llamar a Carabineros minutos antes de morir. Durante la segunda jornada del juicio, declaró el hijo del matrimonio, Jorge Luchsinger, donde señaló: Recibí una llamada a la 1 de la mañana de mi mamá diciéndome que los atacaban, que quemaban la casa y que mi papá estaba herido.
Más tarde gracias a una declaración de un perito fotográfico de la Policía de Investigaciones (PDI) donde se mostraron fotografías de la pistola Taurus 7.65 hallada en el fundo y la cual había sido utilizada por el matrimonio. Durante el tercer juicio, una de las pruebas presentadas fue un estudio realizado al asiento de un vehículo perteneciente al matrimonio, se constató que había gasolina y un fósforo que no logró iniciar la combustión, por lo que se concluye que además los autores del hecho también intentaron quemar el automóvil.
Si el requerimiento de inaplicabilidad es declarado admisible, podría provocar que se aplace el inicio del juicio oral en contra de Córdova, programado para el 3 de febrero. El juicio de Córdova ha generado una gran expectación. El fiscal de la Araucanía, Cristián Paredes, quien tras suceder en agosto al saliente Francisco Ljubetic, ha encabezado la causa más mediática en la zona del “conflicto mapuche”, respecto de las pruebas para el emblemático caso, declaró que “llegamos con la convicción de que acreditaremos la participación del imputado en los dos delitos por cuales ha sido acusado (...) Estableceremos que se está en presencia de un delito terrorista”.
Anterior a la declaración del perito, el jefe del Departamento de Estudios Técnicos de Bomberos de Temuco y especialista en investigación de incendios, Marco Aguayo, señaló que "probablemente el fósforo se apagó y no inició el incendio por su bajo poder calórico y las condiciones ambientales, humedad especialmente".
Los jueces rechazaron, asimismo, la solicitud de la defensa para que el acusado realizara una ceremonia religiosa en la cárcel antes de inicio del juicio oral, programado para el 3 de febrero. Córdova estaba expuesto a la posibilidad de cadena perpetua, remarco el fiscal Chiffelle.
El especialista concluyó que la causa del incendio fue la manipulación de cuerpo portador de llamas ajeno a la vivienda, como fósforos o una bomba molotov que fue manipulada por terceros. Además como parte de su declaración dijo que las únicas vías de escape a las llamas estaban "totalmente colapsadas y no tenían como huir".
Según el fiscal regional a cargo de la investigación, Cristián Paredes, el rol de los testigos y peritos fue fundamental para respaldar la versión del Ministerio.
Más tarde gracias a una declaración de un perito fotográfico de la Policía de Investigaciones (PDI) donde se mostraron fotografías del arma calibre 7.65 hallada en la escena y la cual había sido utilizada por el matrimonio. Durante el tercer juicio, una de las pruebas presentadas fue un estudio realizado al asiento de un vehículo perteneciente al matrimonio, se constató que había gasolina y un fósforo que no logró iniciar la combustión, concluyendo que los atacantes también intentaron incendiar el vehículo.
Asimismo, se confirmó que el incendio fue intencional, y según experto de Bomberos, señaló que el incendio fue extremadamente intenso, alcanzando entre los 800 a 1000 grados Celsius. Un perito químico ha establecido que se encontró la presencia de rastros gasolina en el vehículo del matrimonio, confirmando la intencionalidad del incendio. En el cuarto día del juicio, dos carabineros dieron su testimonio asegurando que vieron al Celestino herido y encapuchado en la granja donde ocurrieron los hechos. La defensa, por su parte, argumentó que hay razones para explicar por qué el machi estaba ahí, afirmando que el investigado podría haber recibido el disparo que lo hirió. Los cabos Luis López y Alejandro Rivera, quienes revelaron que mientras cumplían medidas de protección en el Fundo Palermo Chico, colindante con el predio de los Luchsinger Mackay, vieron el fuego, escucharon disparos y los quejidos de una persona.
Según el relato de los carabineros, Córdova vestía ropa negra, llevaba cubierta su cara con una sudadera del mismo color y portaba una pequeña linterna amarrada a su cuerpo. Luego del receso vino el momento de declarar por parte del obrero agrícola H.M.M., quien dijo haber escuchado los quejidos de una persona que huía desde el fundo Granja Lumahue. Durante la quinta jornada, se presentaron más pruebas. Según lo atestiguado por un perito del Labocar de Carabineros, las pericias realizadas al momento de detener a Córdova, no demostraron la existencia de restos que indiquen uso de armas de fuego o manipulación de hidrocarburos por parte del imputado. En declaraciones recogidas por Radio Cooperativa, el fiscal Miguel Ángel Velásquez atribuyó esto a las condiciones atmosféricas imperantes el día del atentado, el cual según los informes de los peritos de investigaciones y bomberos, era de un 94 por ciento.
“El hecho que tuviera que circular por un curso de agua ubicado al final del fundo La Granja Lumahue, luego de haber transitado esta plantación de papas (según un análisis, el polen encontrado en las botas del machi coincidía con la plantación de papas del matrimonio), para finalmente ser aprehendido por personal de Carabineros”, también influyó en esta falta de rastros. Por su parte, el abogado defensor Pablo Ortega, mantiene su posición de que la participación de Córdova aún no se prueba, subrayando que la declaración del perito policial “sin duda es importante, pues si bien el Ministerio Público intentó minimizar ese punto, lo concreto es que la prueba científica descarta que mi representado tuviera residuos de disparo“.
Ortega señala que “ellos intentan explicar esta circunstancia con la humedad ambiente, pero lo concreto es que la prueba científica descarta que mi representado haya disparado y haya manipulado líquidos y acelerantes, por lo tanto, se excluyen dos hipótesis que son de la base de la tesis del Ministerio Público”. Durante la misma jornada, además de declarar un experto que investigó la muerte de los Luchsinger, también el perito del Servicio Médico Legal Viera Barrientos, determinó que Córdova fue herido con un arma corta y de bajo calibre, lo cual fue presentado como una prueba en contra del machi, ya que el arma de Werner Luchsinger era una 7,65 × 17 mm Browning, por lo cual coincidía con lo determinado por el perito. Sin embargo, la defensa de Córdova alegó que ningún peritaje aseguraba que la bala hubiera provenido de esa arma. El abogado defensor de Córdova, Pablo Ortega, declaró al respecto: Ha quedado claro que la munición de esa pistola no se desintegra con el fuego y no fue encontrada ninguna vaina o cartucho disparado por esa pistola. De hecho los peritos no lograron acreditar que esa pistola fue disparada. Según el perito Cristian Lizama, el arma estuvo expuesta a una temperatura superior a los 400 grados centígrados, y en su interior se encontraron restos de proyectiles y vainas, aunque también agregó que no se podrá determinar si fue disparada la noche de los hechos, debido su estado actual.
El juicio cuenta además con observadores de Derechos Humanos, quienes tenían por objetivo vigilar que no se vulneraran los derechos del machi y no exista alguna arbitrariedad, según declaró Luis Oliva, el representante de la Comisión Ética contra la Tortura. Durante el día lunes 10 de febrero, una de las pruebas presentadas fue la declaración del subcomisario de la PDI Ricardo Villegas, quien habría observado en el lugar al machi. Según el policía, Córdova fue alcanzado por un disparo que vino desde la cocina de la casa en llamas y fue realizado por Werner Luchsinger, algo que fue desestimado por la abogada del comunero mapuche, Karina Riquelme, quien declaró "No ha sido posible que la Fiscalía lo ubique en el lugar (al imputado), no hay pruebas respecto de eso". Durante la jornada cerca de 15 comuneros mapuches se tomaron la municipalidad de Ercilla en apoyo a la autoridad religiosa mapuche y en rechazo a lo que denominan como una persecución del Estado chileno contra las comunidades.
Durante la siguiente jornada, declararon la víctimas del atentado realizado al fundo Santa Isabel. El 12 de febrero, la fiscalía terminó la rendición de pruebas contra Córdova. Durante jornadas siguientes, varios familiares rindieron declaraciones, cuando el 17 de febrero la defensa de Córdova también presentó pruebas para desacreditar su participación en los hechos. Durante la jornada del 19 de febrero (la jornada del día anterior fue suspendida a pedido de la defensa del machi).) En tanto, el fallo se dio a conocer entre el 22 y 23 de febrero.

## Celestino Córdova es declarado culpable
Celestino Córdova fue declarado culpable del atentado el 20 de febrero de 2014, luego de varias semanas de juicio oral. Sin embargo, el Tribunal Oral en lo Penal de Temuco desestimó el carácter terrorista del hecho, ya que no existían antecedentes de que Córdova intentará difundir alguna reivindicación con el acto y llamó a recalificar el delito como ataque incendiario con resultado de muerte. El fallo también sostuvo como argumento el daño causado a la familia de las víctimas con el homicidio.
Se registraron manifestaciones al exterior del tribunal, cuya defensa solicitará anular el juicio oral que terminó con el veredicto condenatorio.
Un fuerte contingente de seguridad custodió la sala de audiencia, donde se permitió el acceso de 20 cercanos a las víctimas, y 20 personas que alentaban alimputado. En tanto, el abogado Carlos Tenorio, quien representó a la familia Luchsinger-Mackay en el juicio, aseguró que el caso fue “altamente complejo, en el que acreditar un incendio con resultado de muerte no es fácil, particularmente en esta región.” En septiembre de 2017, después de un peritaje psiquíatrico, el sospechoso José Manuel Peralino Huinca, testigo importante en la construcción del caso se demostró que era incapaz de escribir, teniendo dificultades para escribir, así como para leer y problemas de razonamiento, siendo constantemente cuestionados sus declaraciones en procesos futuros. Desde agosto de 2017, el jefe de Estudios de la Defensoría Penal Pública de Los Ríos, Pablo Ardouin, advirtió que las declaraciones tomadas a Peralino eran ilegales y que los personeros de la PDI lo habrían presionado, aprovechando su situación vulnerable y facultades mentales, comparables a las de un niño de 12 años.
El abogado defensor Pablo Ortega, sostuvo que la condena no fue por ser autor del asesinato, sino por su implicación indirecta, y que estudiarían la posibilidad de recurrir a instancias superiores. El machi también era acusado de ser el culpable en un ataque al fundo Santa Isabel, ocurrido en diciembre de 2012, pero su participación en este hecho fue desestimada por la justicia.
El 6 de mayo de 2018, el tribunal de Temuco confirmó que José Manuel Peralino Huinca, José Sergio Tralcal Coche, Luis Sergio Tralcal Quidel y ocho personas más (incluidas la activista Francisca Linconao) señaladas inicialmente como participantes en la muerte del matrimonio y el atentado contra la propiedad fueron absueltos.

### Reacciones

#### El acusado
Creo que mis abogados han sido suficientemente claros en acreditar mi real inocencia. Muchas gracias.
Cordova en el último día de audiencia. 

#### Reacciones del gobierno
Luego que el machi fuera declarado culpable de la muerte del matrimonio Luchsinger-Mackay, el Ministro del Interior, Andrés Chadwick (integrante de la UDI) declaró que el Gobierno sigue considerando el hecho como un acto terrorista.
Chadwick comentó que este veredicto es solamente "un paso inicial, aún falta determinar responsabilidades en este crimen, pero muy importante por la condena que se ha establecido".
Además, explicó que "tenemos una discrepancia jurídica en la interpretación del voto de mayoría que se ha dictado por el Tribunal Oral de Temuco, en el sentido de considerar que este asesinato no es una causa terrorista".
"A juicio del Ministerio del Interior y de la Fiscalía, sí estamos en presencia de un acto terrorista, pero al mismo tiempo vemos que se va avanzando en la jurisprudencia y en la comprensión de nuestros tribunales, especialmente en la Araucanía, que aquí estamos en presencia de actos terroristas, porque en la causa Luchsinger-Mackay, un juez determinó que sí era una conducta terrorista", aclaró Chadwick.
El gobierno cree que esta decisión puede marcar un precedente: "Si bien discrepamos (...) vemos con esperanza una expectativa desde los tribunales chilenos para que vayan considerando estas conductas como actos terroristas y por eso que tenemos también una satisfacción".
"Como Ministerio del Interior insistiremos ante los Tribunales de Justicia de que estos actos sí son conductas terroristas, que están llamados a causar temor en la población o en una parte de ella de ser víctima de este mismo tipo de delito. A nuestro juicio, eso estaba muy bien fundado y argumentado por la Fiscalía y por los abogados del ministerio". Además, el diputado también integrante de la UDI Gustavo Hasbún reaccionó con indignación al no acreditarse como delito terrorista la muerte del matrimonio.
El legislador gremialista dijo que "los jueces que rechazaron calificación de terrorismo en el caso Luchsinger-Mackay son verdaderos cómplices de la violencia en la Araucanía", a través de su cuenta en Twitter. En entrevista con CNN Chile Hasbún abordó el fallo contra el comunero mapuche y el actuar de los jueces. "Si hablamos directamente si es terrorismo o no, quemar a dos adultos mayores, (..) eso te demuestra que hay intencionalidad de un acto terrorista", afirmó.
Respecto a la investigación de la fiscalía, aseguró que "aquí hay mucho temor al momento de atestiguar, la gente tiene temor de dar a conocer mayores antecedentes".
"Quemar vivos a dos personas no es un delito común. Aquí hay una intencionalidad política del pueblo mapuche", destacó.
Además, el diputado enfatizó en que los jueces en este caso "no están haciendo su trabajo porque no están impartiendo justicia". Además, un día después de conocida la culpabilidad de Córdova, Andrés Chadwick, descartó que el gobierno presente un recurso de nulidad por el juicio en contra del machi.
Según Chadwick, la condena es un logro, pese a que el tribunal desestimó que el ataque no fuese de carácter terrorista.
"El acto relevante que se ha tenido es justamente la condena que nos permite dar un primer paso en cuanto a justicia por este asesinato (Luchsinger-Mackay). La condena por el delito de incendio con resultado de muerte, es una condena por uno de los delitos más graves que contempla nuestra legislación y esperamos conocer el fallo de la próxima semana", declaró Chadwick.
En ese sentido, agregó que "nuestra expectativa es que se consideren las circunstancias agravantes y que podamos obtener la máxima penalidad que puede llegar hasta los 40 años como pena definitiva", dijo.
No obstante, Chadwick indicó que está a la espera del veredicto para determinar los pasos a seguir, considerando que el Ministerio del Interior es parte querellante en el caso.
"Los tribunales consideraron que en La Araucanía sí había actos de delitos terroristas, y eso es un avance", dijo Chadwick.

#### Declaraciones del presidente de la República
En un punto de prensa en Coquimbo, el presidente Sebastián Piñera también se refirió al fallo, declarando que:

Ayer se empezó a hacer justicia en nuestro país en un caso tan emblemático [...] el gobierno de Chile va a seguir perseverando en esta materia porque nosotros creemos que quemar vivas a dos personas es un delito terrorista, porque lo que se buscaba ahí no es un crimen común de robar sino que era producir terror en la población o en parte de la población.

[...] todos sabemos que ahí actuó una banda criminal y el gobierno va a seguir perseverando para llevar a la justicia y que asuman su responsabilidad el resto de la banda que en forma brutal y cruel quemó vivos a dos ancianos.

Anteriormente, y en el marco de una entrevista para la cadena de radios de la Archi en la región, Piñera había dicho que «quiero felicitar (al ministro Andrés Chadwick) porque el fallo que conocimos ayer, que hace justicia, frente a un acto brutal, en que en forma despiadado, planificada, un grupo de personas quemó vivos a dos ancianos, el matrimonio Luchsinger-Mackay, no podía quedar impune [...] Yo ayer sentí que se había hecho justicia, cuando el tribunal oral de Temuco hizo justicia y estableció que esa muerte que fue brutal [...] no quedó impune». Piñera no se refirió a la decisión de los jueces de no calificar el incendio como un delito de carácter terrorista. Asimismo, el jefe de Estado aprovechó la ocasión para criticar al poder judicial por casos anteriores, ya que «tal como lo he dicho otra veces, hay jueces que no aplican la ley como corresponde y eso da impotencia y da rabia».

#### Otras reacciones
La noticia remeció las redes sociales, sobre todo Twitter, donde el líder mapuche fue rápidamente uno de los temas más populares del momento al dividirse las opiniones sobre la decisión de la justicia.
Además de Hasbún, muchos otros políticos y personalidades de diferentes ámbitos entregaron su opinión a través de Twitter:
- Jacqueline van Rysselberghe:

Si balear y quemar vivos a 2 personas inocentes x reivindicaciones territoriales y políticas no es terrorismo, que es terrorismo???

- Roxana Miranda:

Que Chadwick de explicaciones por lo de Castro Antipán y no se entrometa en el juicio de Celestino.

- Pedro Cayuqueo:

Lo hemos señalado antes. Crimen de familia Luchsinger-Mackay no calificaba como terrorista. Tribunal determinó lo mismo.

- Daniel Olave:

Los delirios de la derecha con el resultado del caso Luchisnger es de terror. Y demuestra que cuando no los favorece, la justicia no sirve.

José Manuel Edwards diputado de Renovación Nacional (RN), calificó como una "burla" la condena de 18 años de cárcel contra el machi.
Amnistía Internacional ha mostrado su preocupación por las diversas inconsistencias que ha tenido el caso, además del antecedente de criminalización de habitantes mapuches, acusándolos de supuestos actos terroristas y siendo expuestos a juicios sin garantías procesales completas, lo que a su vez contribuye a la estigmatización y persecución de la lucha mapuche por su territorio y cultura.
En agosto del 2020, los dirigentes del Frente Amplio, manifestaron mediante una carta la situación legal del machi Celestino Córdova, no solo en lo "injusto" de su condena, si no también la necesidad de realizar una huelga de hambre para que sus peticiones sean escuchadas.

## Condena
Finalmente, Córdova fue condenado a 18 años de prisión sin libertad condicional por su responsabilidad en la muerte del matrimonio de Werner Luchsinger y Vivianne Mackay.
Manifestaciones al exterior del tribunal, asistieron a la lectura de sentencia de Córdova, cuya defensa solicitará anular el juicio oral que terminó con el veredicto condenatorio.
Un fuerte contingente de seguridad custodió la sala de audiencia, donde se permitió el acceso de 20 cercanos a las víctimas, y 20 personas que apoyaron al imputado. En tanto, el abogado Carlos Tenorio, quien representó a la familia Luchsinger-Mackay en el juicio, aseguró que el caso fue “altamente complejo, en el que acreditar un incendio con resultado de muerte no es fácil. Particularmente en esta región.”
Debido a que las autoridades no alcanzaron a tramitar la orden de solicitud realizada por el Gobierno, el 4 de enero del 2024, Celestino Córdova pudo acceder a libertad condicional, pero cuatro días después le fue revocada la medida, conservando algunos beneficios como salidas trimestrales. De parte de su defensa ha sido señalada esta decisión como una muestra de persecución política contra el machi.

### Reacciones del gobierno
Como una "burla" calificó el diputado de Renovación Nacional (RN), José Manuel Edwards, la condena de 18 años de cárcel contra el machi.
A la salida del Tribunal Oral de Temuco, tras asistir a la audiencia, el parlamentario criticó que no se haya aplicado la pena de presidio perpetuo e insistió en que se debió aplicar la Ley Antiterrorista en este caso.
"Me parece una burla y yo creo que tenemos que en Chile mejorar el sistema de justicia. La verdad es que la impunidad con la cual actúan en este tipo de casos es increíble", declaró.
En la misma línea, Edwards indicó "la pena ni siquiera llegó a los 20 años, por tanto, creo que es una pena que debe revisarse (...) más allá de revisar la pena, tenemos que revisar la forma en que se lleva la justicia con las víctimas de delitos terroristas".
Además, el Ministro del Interior Andrés Chadwick, se refirió al fallo. Ante la decisión de la Justicia, el ministro indicó que "aspirábamos a una pena mayor, como gobierno pensábamos que en Justicia correspondía una pena mayor dado lo dramático del crimen, de una pareja de la tercera edad y porque además jurídicamente el Tribunal tenía los elementos para aplicar una pena mayor de lo resuelto".
"La pena de 18 años y especialmente reafirmada por la condición de una pena efectiva, significa que estamos dentro de un rango de las penas más altas que contempla nuestro sistema penal", dijo Chadwick.
Por otro lado, el secretario de Estado aseguró que el equipo jurídico estudiará los razonamientos de los jueces del Tribunal Oral de Temuco, "para luego determinar si existe o no algún tipo de error jurídico para determinar si procede o no un recurso de nulidad", precisó.

### Corte Suprema evalúa anular condena
La Corte Suprema fijó para el martes 22 de abril una audiencia para la vista del recurso de nulidad que interpuso la defensa del machi.
Los ministros integrantes de la Segunda Sala Penal del máximo tribunal del país escucharon los argumentos que sustentan el recurso de nulidad del juicio presentado por la defensa. En los alegatos estuvieron presentes además de los abogados defensores del machi, tres abogados del Ministerio Público, y el abogado Carlos Tenorio en calidad de querellante, representante de los hijos del matrimonio.
Sin embargo, la justicia finalmente rechazó la nulidad del juicio y la condena se mantuvo.

## 2020: Solicitud de aplicación del Convenio 169 de la OIT
Actualmente, el machi Celestino Córdova cumple una condena de 18 años de cárcel por el crimen del matrimonio Luchsinger-Mackay. El 4 de mayo del 2020, Córdova inició una huelga de hambre, exigiendo que se respete el Convenio 169 respecto a derechos indígenas y que se le permita cumplir la pena de cárcel en su domicilio.
Además de él, nueve comuneros iniciaron huelga de hambre en Temuco y Angol. Todos reclamaban la aplicación del Convenio 169, que se les permita realizar ceremonias dentro de los penales, protección ante el peligro de contagio durante la pandemia de COVID-19 que afectó al país y poder cumplir las condenas en los domicilios.
El mismo día, algunos habitantes de las respectivas comunas afectadas por la toma de las municipalidades por parte de varios grupos de manifestantes, exigieron el desalojo de los ocupantes y en Curacautín se resalta una marcha con expresiones racistas y se enfrentaron con quienes habían tomado el municipio. El edificio del ayuntamiento de Curacautín y Victoria fueron desalojados violentamente por Carabineros y al mismo tiempo las municipalidades de Ercilla y Traiguén fueron incendiadas. El 12 de agosto del mismo año, la Comisión Interamericana de Derechos Humanos (CIDH) expresó su preocupación por el deterioro de las condiciones de salud de Celestino Córdova, señalando al estado chileno que deberá de intensificar el diálogo y asegurar que la salud y las peticiones del machi sean respetadas.
El 13 de agosto, la Corte Suprema rechazó el recurso presentado por Córdova por cuatro votos contra uno y confirmó la sentencia apelada por el machi ante la Corte de Apelaciones de Temuco. En su voto de prevención, el ministro Leopoldo Llanos señaló:

No puede interpretarse en el sentido de que dicha preferencia es de carácter absoluto, puesto que ello llevaría al absurdo que en todo los casos en que se juzgue a un miembro de un pueblo indígena por la comisión de un delito, por grave que sea, su pena no la cumpliría privado de libertad en un establecimiento estatal. La mencionada regla (...) no puede sino interpretarse en el sentido que dicha preferencia podrá ser ejercida por el sentenciador al momento de imponer la pena, dentro del marco normativo correspondiente; esto es, si el delito por el que se juzga y sanciona al imputado admite una pena cuyo cumplimiento sea posible fuera del establecimiento carcelario

El citado Convenio 169 señala: 

Artículo 9
1. En la medida en que ello sea compatible con el sistema jurídico nacional y con los derechos humanos internacionalmente reconocidos, deberán respetarse los métodos a los que los pueblos interesados ocurren tradicionalmente para la represión de los delitos cometidos por sus miembros.
2. Las autoridades y los tribunales llamados a pronunciarse sobre cuestiones penales deberán tener en cuenta las costumbres de dichos pueblos en la materia.

Artículo 10
1. Cuando se impongan sanciones penales previstas por la legislación general a miembros de dichos pueblos deberán tenerse en cuenta sus características económicas, sociales y culturales.
2. Deberá darse la preferencia a tipos de sanción distintos del encarcelamiento.

Después de 107 días de huelga de hambre y su salud seriamente deteriorada, Celestino Córdova puso fin a la huelga después de llegar a un acuerdo con el gobierno que incluyó varias de sus peticiones originales.

### Actualizaciones en otros condenados
El 22 de mayo de 2022, la corte de Temuco rechazó otorgar la libertad condicional a Luis Sergio Tracal Quidel, esto después de que en 2021 autorizó sus salidas, pero autorizadas por elementos de la Gendarmería.
El 15 de diciembre de 2022, José Sergio Tralcal Coche, uno de los imputados en el caso, quedó en libertad condicional luego de que la Corte de Apelaciones de Temuco decidiera otorgársela, gracias a un amparo propuesto por su defensa. A pesar de esto, no fue hasta enero de 2023 que la Suprema corte anuló su libertad condicional. En agosto del mismo año, su defensa intento apelar la libertad condicional, la cual fue rechazada.

## El caso en la cultura popular
En 2014, la compañía Teatro La María presentó una obra inspirada en el caso, titulada Los Millonarios, la cual criticaba la relación del Estado con el pueblo mapuche. En tono de comedia negra, la obra se centra en un estudio de abogados corruptos, despectivos y millonarios que deciden representar la causa mapuche defendiendo a un comunero acusado de asesinar a un matrimonio de agricultores en La Araucanía (haciendo claramente alusión al matrimonio Luchsinger-Mackay y Celestino Córdova). La obra se estrenó el 11 de julio de 2014.
En octubre de 2019, la SRF estrenó un documental sobre el caso, que posteriormente también fue exhibido en la Deutsche Welle.